# Frick
Frick (schweizerdeutsch: fɾɪkχ) ist eine Einwohnergemeinde im Schweizer Kanton Aargau. Sie gehört zum Bezirk Laufenburg, ist dessen bevölkerungsreichste Gemeinde und das Regionalzentrum des oberen Fricktals.

## Geographie
Das Dorf liegt im Tal der Sissle, das sich an dieser Stelle zu einem breiten und flachen Becken ausweitet. Im Osten beginnt das Gemeindegebiet bei der Mündung des Staffeleggbachs in die Sissle. Im Südwesten liegt das Tal des Bruggbachs, der im Zentrum von Frick in die Sissle mündet. Die Talmulde, die einen Durchmesser von rund einem Kilometer aufweist, wird von waldreichen Höhen des Tafeljuras umrahmt. Diese besitzen in der Regel im unteren Teil steil aufragende Flanken und gehen im oberen Teil in Hochebenen über.
Das Siedlungsgebiet des Dorfes ist seit den 1970er Jahren mit dem überbauten Areal der Nachbargemeinden Gipf-Oberfrick und Oeschgen zusammengewachsen. Im Norden liegt am Ende eines kurzen Seitentals der Hang des Kaistenbergs. Im Osten erhebt sich der Frickberg (650 m ü. M.). Im Süden liegt die durchschnittlich 540 Meter hohe Kornbergebene, auf der Landwirtschaft betrieben wird. Der Anstieg zum Wolberg (556 m ü. M.) im Westen ist im Gegensatz zu den übrigen Hügeln sanft und gleichmässig.
Die Fläche des Gemeindegebiets beträgt 996 Hektaren, davon sind 297 Hektaren bewaldet und 251 Hektaren überbaut. Der höchste Punkt liegt auf dem Frickberg, der tiefste auf 342 m ü. M. bei der ehemaligen Kläranlage an der Sissle, kurz vor der Autobahnbrücke. Die Nachbargemeinden sind Eiken im Nordwesten, Oeschgen im Norden, Kaisten im Nordosten, Böztal im Osten, Herznach-Ueken im Südosten, Gipf-Oberfrick im Süden und Schupfart im Westen.

## Geschichte
Zahlreiche Funde belegen eine Besiedlung während der späten Bronzezeit. Während der Römerzeit war Frick eine bedeutende Siedlung an der Römerstrasse zwischen Vindonissa und Augusta Raurica. Ab dem 1. Jahrhundert wurde in dieser Gegend Eisenerz abgebaut, seit dem 2. Jahrhundert befand sich hier auch ein römischer Gutshof. Um 370 entstand auf dem Kirchhügel über einem bereits bestehenden Kastell aus dem frühen 4. Jahrhundert eine neue Befestigungsanlage.
Als sich die Römer zu Beginn des 5. Jahrhunderts zurückzogen, vermischten sich die alamannischen Einwanderer mit der romanisierten keltischen Bevölkerung. Der Frickgau wurde später Teil des Frankenreichs und gehörte ab 843 zum Königreich Burgund. Die erste urkundliche Erwähnung von Fricho erfolgte im Jahr 1064. Der Ortsname stammt vom lateinischen ferraricia, was «Eisenerzgebiet» bedeutet. Im Mittelalter war Frick das Herrschaftszentrum der Grafen von Homberg-Thierstein. Nach deren Aussterben folgten im Jahr 1232 die Habsburger. Nach dem Waldshuterkrieg von 1468 verpfändeten die Habsburger das gesamte Fricktal an Burgund. Als die Burgunder von den Eidgenossen während der Burgunderkriege vernichtend geschlagen worden waren, kam Frick 1477 wieder unter österreichische Herrschaft.
Nach der Reichsreform des österreichischen Kaisers Maximilian I. im Jahr 1491 war Frick der Hauptort der Landschaft Fricktal innerhalb der vorderösterreichischen Kameralherrschaft Rheinfelden (ab 1752 im Oberamt Breisgau). Während des Schwabenkriegs von 1499 verwüsteten Berner und Freiburger Truppen die Dörfer zwischen der Staffelegg und Frick. Im 17. Jahrhundert gab es kaum längere Friedenszeiten. Der Rappenkrieg, ein Bauernaufstand, dauerte von 1612 bis 1614. Im Dreissigjährigen Krieg, der zwischen 1633 und 1638 auch das Fricktal erfasste, wurden Dorf und Kirche zerstört. Durch die nachfolgenden Auseinandersetzungen zwischen Österreich und Frankreich wurde das Fricktal in wirtschaftlicher Hinsicht empfindlich geschwächt und in der Entwicklung zurückgeworfen. Auch während des Pfälzischen Erbfolgekriegs (1688–1697) zogen fremde Truppen durch die Region. Die Eisenerzgewinnung verlor völlig an Bedeutung. Um die wirtschaftliche Entwicklung wieder anzukurbeln, verlieh Kaiser Leopold I. 1701 dem Flecken Frick das Marktrecht.

Luftansicht (1958)

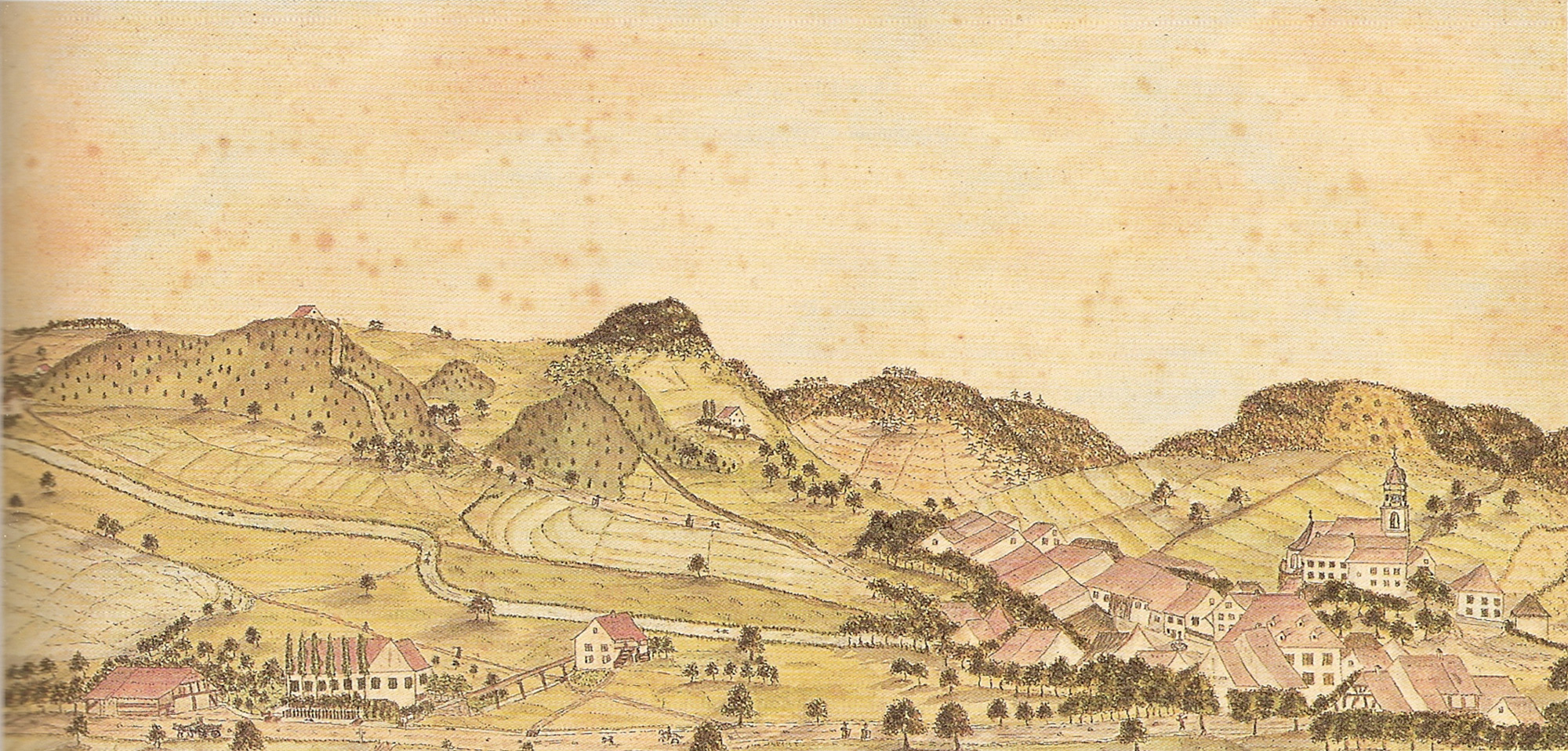
Ansicht von Frick, erkennbar die grossflächig gerodeten Waldflächen und die römisch-katholische Kirche (1819).

1797 wurde das Fricktal nach dem Frieden von Campo Formio ein französisches Protektorat. Während des Zweiten Koalitionskriegs verlief hier zeitweise die Frontlinie zwischen den Armeen Frankreichs und Österreichs. Als am 20. Februar 1802 der Kanton Fricktal entstand, der sich im August der Helvetischen Republik anschloss, wurde Frick eine Gemeinde der Schweiz und zugleich auch der Hauptort des neuen helvetischen Distrikts Frick. Am 22. September des gleichen Jahres trafen sich die Vertreter einiger Gemeinden des Kantons im Gasthaus Adler in Frick, wo sie den ersten Statthalter des neuen Kantons Sebastian Fahrländer für abgesetzt erklärten.
Seit dem 19. März 1803 gehört die Gemeinde zum Kanton Aargau. 1804 wurden die Ortsteile Gipf und Oberfrick abgetrennt, die seitdem die eigenständige Gemeinde Gipf-Oberfrick bilden. Während des 19. Jahrhunderts war Frick eine arme Gemeinde. Über zehn Prozent der Bewohner verliessen das Dorf und wanderten zu einem grossen Teil nach Übersee aus. Erst als am 2. August 1875 die Bözbergstrecke eröffnet wurde, blühte die Wirtschaft wieder auf. Zu Beginn des 20. Jahrhunderts siedelten sich die ersten Industrieunternehmen an. Die Landwirtschaft wurde zuerst von der Industrie, später auch vom Dienstleistungssektor verdrängt. Seit dem Ende des Zweiten Weltkriegs hat sich die Bevölkerungszahl verdreifacht.

## Sehenswürdigkeiten
- Die Katholische Kirche St. Peter und Paul (1716/18) mit Beinhaus (16. Jh.)[10]
- Grosse Bekanntheit erlangte Frick durch den Fund zahlreicher Skelette der Dinosaurier-Art Plateosaurus. Nachdem 1961 ein erster Knochen entdeckt worden war, wurden ab 1976 regelmässig Grabungen in der Tongrube Gruhalde durchgeführt, bei denen Dutzende anscheinend hier verendete Plateosaurier zusammen mit verschiedenen anderen Fossilien geborgen werden konnten. Das Material kann im 1991 eröffneten Sauriermuseum Frick besichtigt werden. In der Mitte des Kreisverkehrs bei der Autobahnausfahrt steht eine mehrere Meter hohe Dinosaurierskulptur, die für das Museum wirbt. Weiter besteht ein Dino-Lehrpfad, der an acht Stationen auf einer Strecke von einem knappen Kilometer über die Geschichte der Dinosaurier Auskunft gibt. Er führt vom Sauriermuseum zur Tongrube, in der wichtige Saurierfunde gemacht wurden.[11]

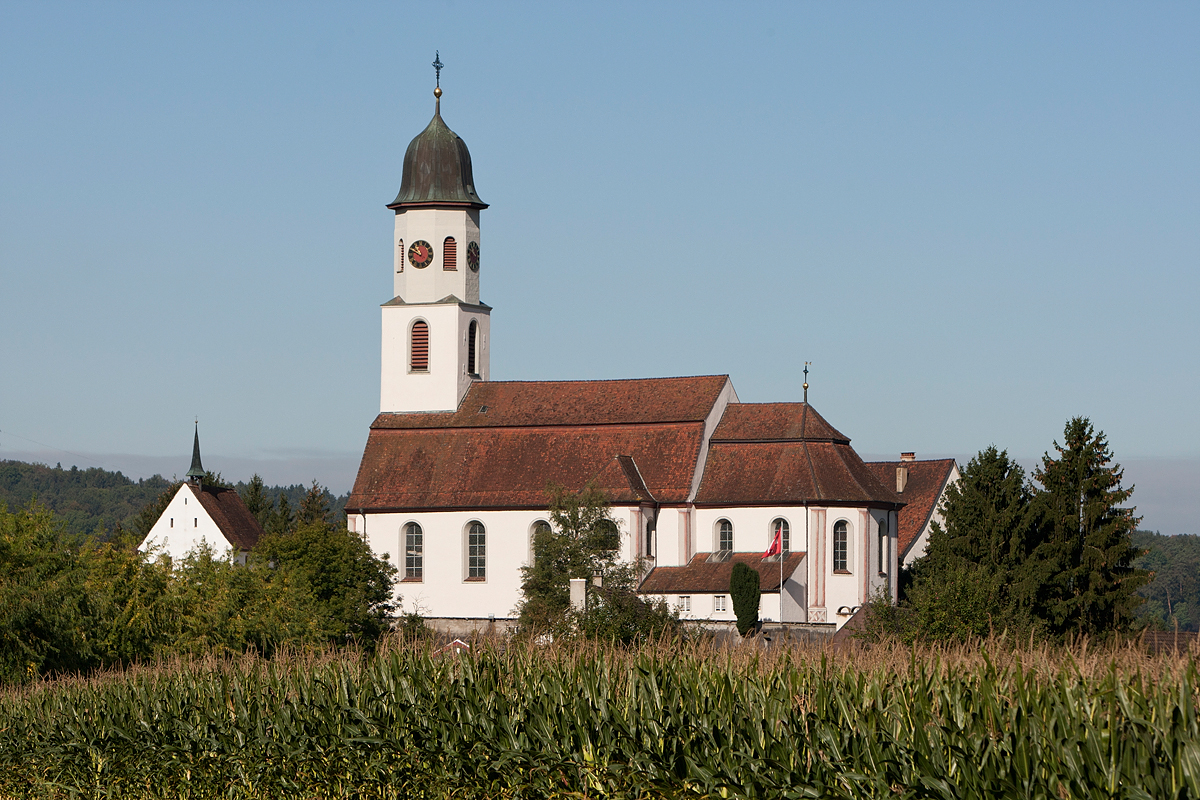
Katholische Kirche
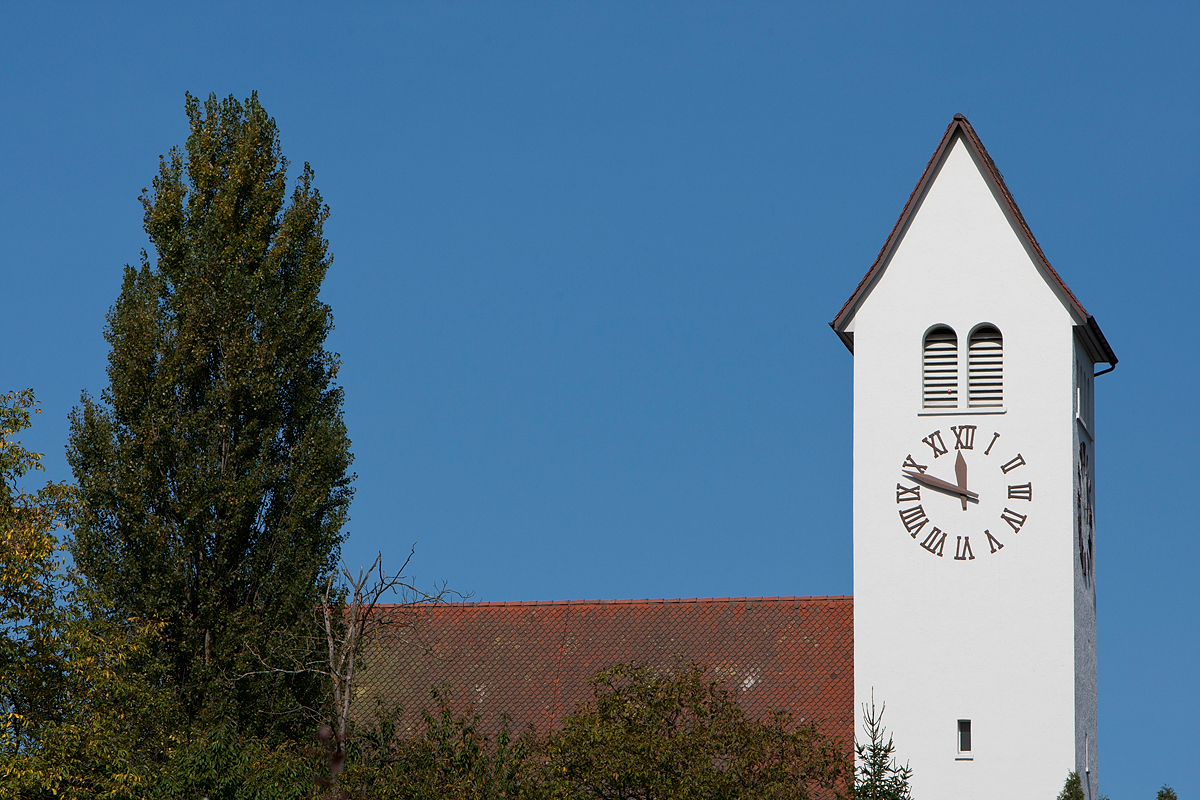
Reformierte Kirche
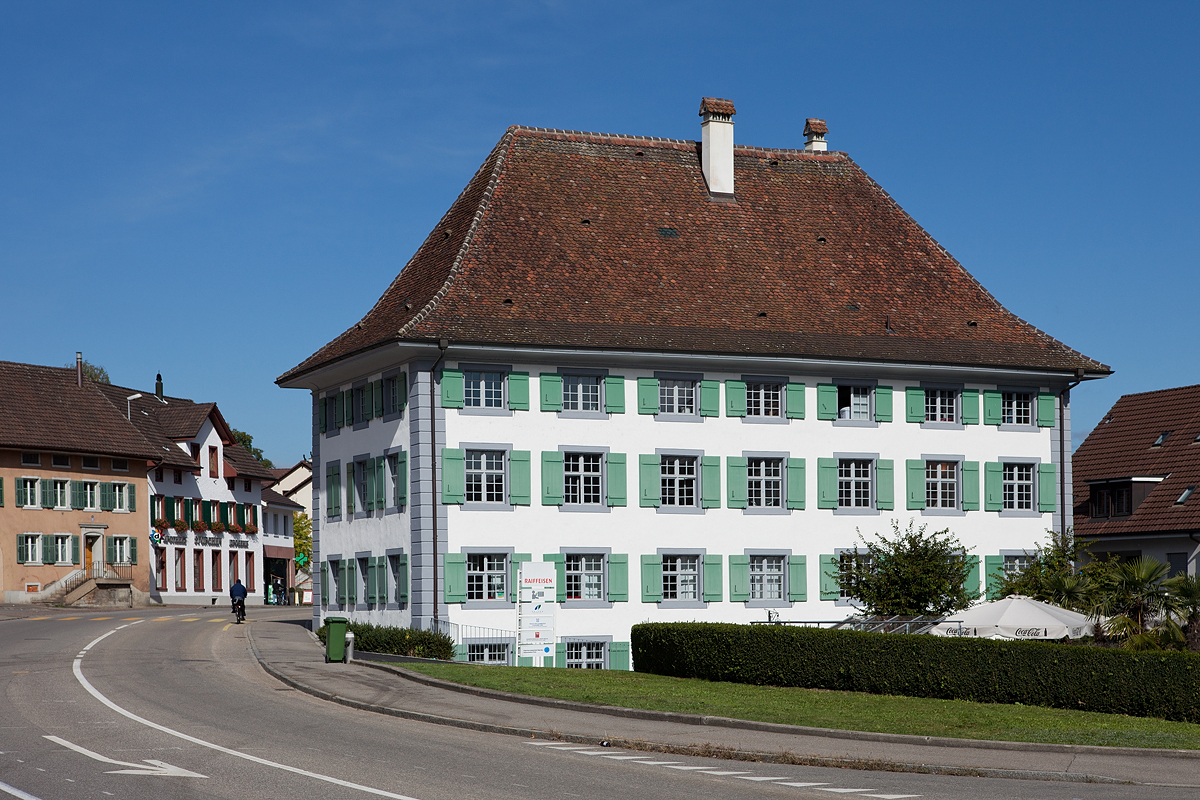
Schaffnerei (1719)
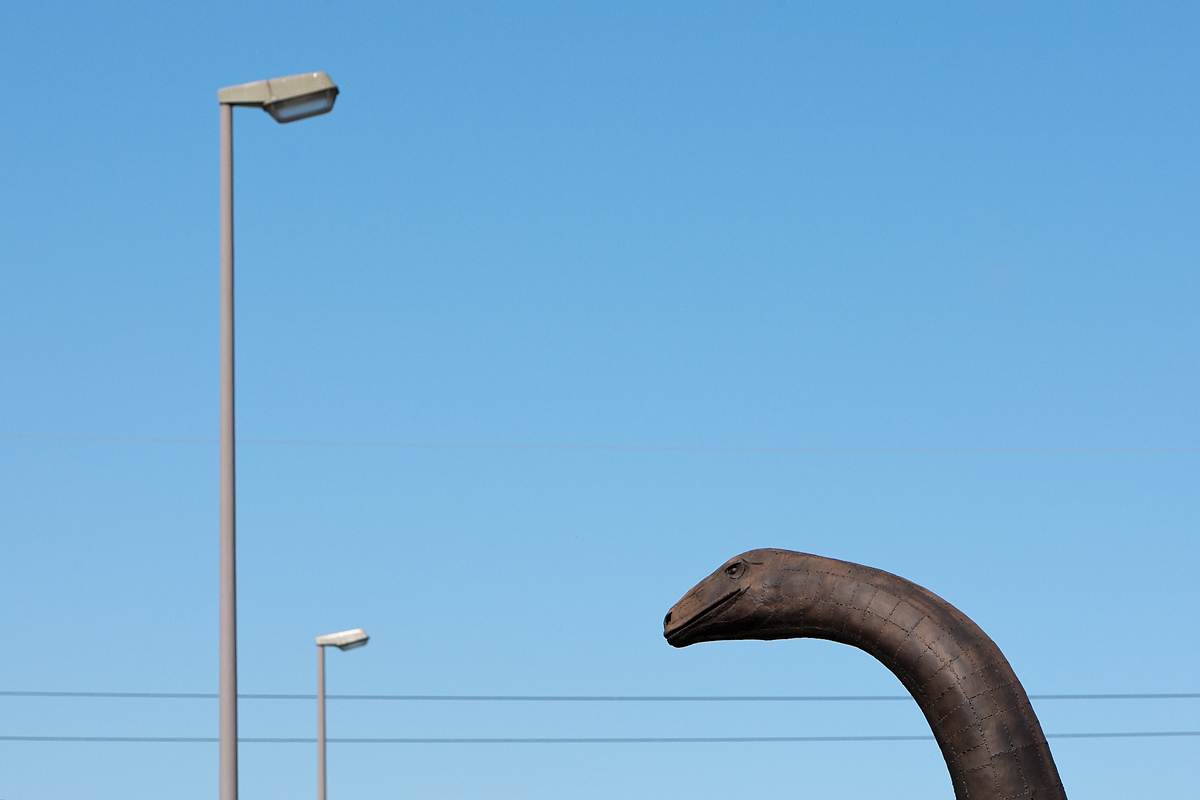
Kreisel mit Saurier

## Wappen
Die Blasonierung des Gemeindewappens lautet: «In Weiss springender roter Fuchs.» Anfänglich verwendete die Gemeinde das Wappen des früheren Kantons Fricktal, ein grünes Lindenblatt auf weissem Grund. Allerdings führten bereits andere Gemeinden dieses Wappen. Um Verwechslungen zu vermeiden, übernahm die Gemeinde 1931 das Wappen der Herren von Frick, einem Ministerialengeschlecht der Habsburger.

## Bevölkerung
Die Einwohnerzahlen entwickelten sich wie folgt:
| Jahr      | 1768 | 1803 | 1850 | 1900 | 1930 | 1950 | 1960 | 1970 | 1980 | 1990 | 2000 | 2010 | 2020 |
| Einwohner | 495  | 769  | 1112 | 937  | 1280 | 1589 | 2123 | 3112 | 3116 | 3622 | 4028 | 4854 | 5629 |

Am 31. Dezember 2023 lebten 5741 Menschen in Frick, der Ausländeranteil betrug 27,5 %. Bei der Volkszählung 2015 bezeichneten sich 37,9 % als römisch-katholisch und 18,6 % als reformiert; 43,5 % waren konfessionslos oder gehörten anderen Glaubensrichtungen an. 85,1 % gaben bei der Volkszählung 2000 Deutsch als ihre Hauptsprache an, 3,6 % Italienisch, 3,2 % Albanisch, 2,0 % Türkisch, 1,7 % Serbokroatisch und 0,5 % Spanisch.

## Politik und Recht
Die Versammlung der Stimmberechtigten, die Gemeindeversammlung, übt die Legislativgewalt aus. Ausführende Behörde ist der fünfköpfige Gemeinderat. Er wird im Majorzverfahren vom Volk gewählt, seine Amtsdauer beträgt vier Jahre. Der Gemeinderat führt und repräsentiert die Gemeinde. Dazu vollzieht er die Beschlüsse der Gemeindeversammlung und die Aufgaben, die ihm vom Kanton zugeteilt wurden. Für Rechtsstreitigkeiten ist in erster Instanz das Bezirksgericht Laufenburg zuständig. Frick gehört zum Friedensrichterkreis X (Mettau).
Frick unterhält seit 1989 eine Partnerschaft mit der Gemeinde Frickingen im deutschen Bundesland Baden-Württemberg.

## Wirtschaft
In Frick gibt es gemäss der im Jahr 2015 erhobenen Statistik der Unternehmensstruktur (STATENT) über 3600 Arbeitsplätze, davon 2 % in der Landwirtschaft, 30 % in der Industrie und 68 % im Dienstleistungssektor. Das wirtschaftliche Geschehen ist sehr vielfältig, es gibt rund 300 kleinere und mittlere Unternehmen (KMU). Frick ist damit das dominierende wirtschaftliche Zentrum des oberen Fricktals. Es gibt jedoch auch zahlreiche Wegpendler, die vor allem in der Agglomeration Basel arbeiten.
Auf einigen über das ganze Gemeindegebiet verstreuten Aussenhöfen wird Landwirtschaft betrieben. Von einiger Bedeutung ist der Weinbau: An den Südhängen des Kaistenbergs war im Jahr 2018 eine Fläche von 4,1 Hektaren mit Reben bestockt. Angebaut werden über ein Dutzend verschiedene Sorten, wobei Blauburgunder, Chardonnay, Pinotage und Riesling × Sylvaner überwiegen. An der Grenze zu Hornussen, am Fusse des Frickbergs, befindet sich ein 9-Loch-Golfplatz mit Driving Range.
Das seit 1973 bestehende Forschungsinstitut für biologischen Landbau (FiBL) ist eine der weltweit grössten Forschungseinrichtungen für biologische Landwirtschaft. Es ist seit 1997 in Frick ansässig und beschäftigt über 260 Mitarbeitende (2022). 2001 wurde das FiBL Deutschland mit Sitz in Frankfurt gegründet und 2004 das FiBL Österreich in Wien. Frick besitzt seit 1701 das Marktrecht, die viermal jährlich abgehaltenen Märkte ziehen jeweils viele Besucher aus der Region an. Ausserdem gibt es einmal im Jahr einen Weihnachtsmarkt.

## Verkehr
Frick besitzt einen Anschluss an die Autobahn A3, die Basel und Zürich miteinander verbindet. Das Dorf liegt am Ausgangspunkt der Passstrassen über den Bözberg (Hauptstrasse 3) nach Brugg, das Benkerjoch (Kantonsstrasse 487), die Salhöhe (Kantonsstrasse 276) und die Staffelegg (Hauptstrasse 24) nach Aarau und den Kaistenberg (Kantonsstrasse 462) nach Laufenburg.

### Schienenverkehr
Frick besitzt einen Bahnhof an der Bözbergstrecke, mit direkten Schnellzugverbindungen nach Basel und Zürich. Der Bahnhof ist auch einer der Endpunkte der Linie S1 der S-Bahn Basel zum Bahnhof Basel SBB. An Wochenenden verkehren eine Nacht-S-Bahn von Basel durch das Fricktal nach Brugg.
- S 1 Basel SBB – Rheinfelden – Stein-Säckingen – Frick / Laufenburg   Auch als Nachtzug als S1
- 36 Basel SBB – Brugg AG – Zürich HB (– Zürich Flughafen)
- 36 Basel SBB – Frick – Brugg – Baden – Zürich HB (ein abendliches Zugpaar am Wochenende)

### Nahverkehr
Von Frick aus führen Postautolinien nach Aarau (via Staffelegg bzw. Benkerjoch), Brugg, Laufenburg und Stein-Säckingen. An Wochenenden verkehren vom Bahnhof Frick aus Nachtbusse nach Densbüren, Laufenburg–Eiken und Oberhof.
- 133 Frick, Bahnhof – Eiken – Sisseln – Stein AG – Bahnhof Stein-Säckingen  (Verkehrt nur Morgens und Abends auf der gleiche Strecke wie 134)
- 134 Frick, Bahnhof – Eiken – Sisseln – Stein AG – Bahnhof Stein-Säckingen
- 135 Laufenburg, Bahnhof – Kaisten – Frick, Bahnhof – Herznach – Staffelegg – Aarau, Bahnhof
- 136 Bahnhof Aarau – Benkerjoch – Oberhof AG – Wittnau AG – Gipf-Oberfrick – Frick, Bahnhof
- 137 Brugg Bahnhof – Effingen – Elfingen – Bözen – Frick, Bahnhof
- N95 Frick, Bahnhof – Oeschgen – Frick, Abzw Ittenthal – Kaisten – Laufenburg – Sisseln – Eiken, Poststrasse
- N96 Oberhof, Adlerplatz – Wölflinswil – Wittnau AG – Frick, Bahnhof
- N97 Frick, Bahnhof – Hornussen – Bözen – Effingen – Zeihen – Herznach – Densbüren – Asp AG – Herznach – Ueken – Frick, Bahnhof

## Bildung
Die Gemeinde verfügt über vier Kindergärten und zwei Schulzentren, in denen sämtliche Stufen der obligatorischen Volksschule unterrichtet werden (Primarschule, Realschule, Sekundarschule, Bezirksschule). Das Oberstufenzentrum Ebnet setzt sich aus Sekundar- und Bezirksschule zusammen und befindet sich nahe der Gemeindegrenze zu Gipf-Oberfrick. Darüber hinaus gibt es eine Musikschule und eine Heilpädagogische Sonderschule, beide in der Nachbarschaft zur Oberstufe. Die nächstgelegenen Gymnasien sind die Alte Kantonsschule und die Neue Kantonsschule, beide in Aarau.
Bis spätestens 2029 soll das Fricktal eine eigene Kantonsschule erhalten. Als mögliche Standorte wurden Areale in den Gemeinden Frick, Stein und Rheinfelden geprüft. Ende 2021 beschloss der Grosse Rat, die neue Schule werde statt in einer der regionalen Zentrumsgemeinden in der Ortschaft Stein gebaut.

## Persönlichkeiten
- Walter de Gregorio (* 1965), Journalist und FIFA-Funktionär
- Felix Huber (* 1952), Komponist und Pianist
- Casimir Mösch (1827–1898), Geologe
- Urs Niggli (* 1953), Agrarwissenschaftler
- Jakob Müller (1916–2003), Unternehmer
- Arnold Theiler (1867–1936), Tierarzt
- Chiara Leone (1998), Olympiasiegerin Sportschiessen